# Австрия на летних Олимпийских играх 2004
Австрия на летних Олимпийских играх в Афинах 2004 года завоевала 7 медалей (2 из которых — золотые).

## Медалисты
| Медаль | Имя спортсмена                      | Вид спорта     | Дисциплина                          |
| ------ | ----------------------------------- | -------------- | ----------------------------------- |
|        | Роман Хагара и Ханс-Петер Штайнахер | Парусный спорт | Класс «Торнадо»                     |
|        | Кейт Аллен                          | Триатлон       | Триатлон                            |
|        | Клаудия Хайлль                      | Дзюдо          | Дзюдо, до 63 кг. (женщины)          |
|        | Маркус Роган                        | Плавание       | Плавание, 100 и 200 метров на спине |
|        | Андреа Геритцер                     | Парусный спорт | Класс «Лазер»                       |
|        | Кристиан Планер                     | Стрельба       | Винтовка из трёх положений, 50 м.   |

## Результаты соревнований

### Академическая гребля
В следующий раунд из каждого заезда проходили несколько лучших экипажей (в зависимости от дисциплины). В финал A выходили 6 сильнейших экипажей, остальные разыгрывали места в утешительных финалах B-E.
Мужчины
| Соревнование | Спортсмены     | Предварительный заезд | Предварительный заезд | Предварительный заезд | Отборочный заезд | Отборочный заезд | Отборочный заезд | Полуфинал       | Полуфинал       | Полуфинал       | Финал   | Финал   | Итоговое место |
| Соревнование | Спортсмены     | Заезд                 | Время                 | Место                 | Заезд            | Время            | Место            | Заезд           | Время           | Место           | Время   | Место   | Итоговое место |
| ------------ | -------------- | --------------------- | --------------------- | --------------------- | ---------------- | ---------------- | ---------------- | --------------- | --------------- | --------------- | ------- | ------- | -------------- |
| одиночки     | Рафаэль Хартль | 3                     | 7:34,61               | 2                     | 4                | 7:06,21          | 2 Q              | Полуфинал A/B/C | Полуфинал A/B/C | Полуфинал A/B/C | Финал C | Финал C | 17             |
| одиночки     | Рафаэль Хартль | 3                     | 7:34,61               | 2                     | 4                | 7:06,21          | 2 Q              | 3               | 6:58,67         | 5               | 7:00,75 | 5       | 17             |